# Jaque
Jaque (escac, en castellà) és una revista d'escacs en castellà, que s'edita mensualment a València. La revista va començar a editar-se a San Sebastián el 1970, on tenia com a editors José Maria González i Pablo Aguilera, i va ser durant molts anys la publicació escaquística de referència a l'estat espanyol. Entre 1988 i 1992 la revista va tenir Lincoln Maiztegui Casas com a director.
El 2011, el seu editor Yago Gallach i el Mestre Internacional Carlos García varen fer que la revista passés a la ràdio en estrenar-hi el programa setmanal En jaque.
El seu darrer número, el 665-666, es va publicar el juliol de 2012.